# Episphaeria fraxinicola
Episphaeria fraxinicola är en svampart som först beskrevs av Berk. & Broome, och fick sitt nu gällande namn av Donk 1962. Enligt Catalogue of Life ingår Episphaeria fraxinicola i släktet Episphaeria,  och familjen Inocybaceae, men enligt Dyntaxa är tillhörigheten istället släktet Episphaeria,  och familjen Crepidotaceae. Arten är reproducerande i Sverige. Inga underarter finns listade i Catalogue of Life.